# Rue de la Sablière
Pour l’article homonyme, voir Rue de la Sablière (Asnières-sur-Seine et Courbevoie).
La rue de la Sablière est une voie du 14e arrondissement de Paris, en France.

## Situation et accès
La rue de la Sablière est une voie publique située dans le 14e arrondissement de Paris. Elle débute au 186, avenue du Maine et se termine au 35, rue Didot et 46, rue Bénard.

## Origine du nom
Elle tire son nom en souvenir qu'elle conduisait, jusqu'au début du XIXe siècle, à une sablière.

## Historique
Cette ancienne voie de la commune de Montrouge, au Petit-Montrouge a été annexée à Paris en 1860.

## Bâtiments remarquables et lieux de mémoire
Le peintre chinois Sanyu (1895-1966) a habité au n°14 de la rue jusqu'à sa mort.